# Ruvuma (region)

Region Ruvuma na mapie Tanazanii

Ruvuma – jeden z 26 regionów (jednostka podziału administracyjnego) Tanzanii o powierzchni 63 498 km², ponad 1,1 mln mieszkańców (sierpień 2002). Stolicą jest miasto Songea.

## Dystrykty
Ten region jest podzielony na 5 dystryktów:
|          | Mbinga    | 353,683 |
| Namtumbo | 201,639   |         |
| Nyasa    | 146,160   |         |
| Songea   | 377,130   |         |
| Tunduru  | 298,279   |         |
| Razem    | 1,376,891 |         |